# Andrzej Tarkowski
Andrzej Krzysztof Tarkowski (ur. 4 maja 1933 w Warszawie, zm. 23 września 2016 tamże) – polski embriolog, profesor Uniwersytetu Warszawskiego, laureat nagród naukowych na całym świecie, w tym Nagrody Japońskiej.

## Życiorys

### Edukacja
Urodził się w 1933 roku w Warszawie. W 1950 roku ukończył Państwowe Gimnazjum i Liceum im. Stefana Batorego w Warszawie. W 1955 roku ukończył studia na Wydziale Biologii i Nauk o Ziemi Uniwersytetu Warszawskiego, z tą uczelnią związał swoją działalność naukową. W latach 1964–2003 kierował Zakładem Embriologii UW, w latach 1972–2003 był dyrektorem Instytutu Zoologii Uniwersytetu Warszawskiego.

### Działalność naukowa

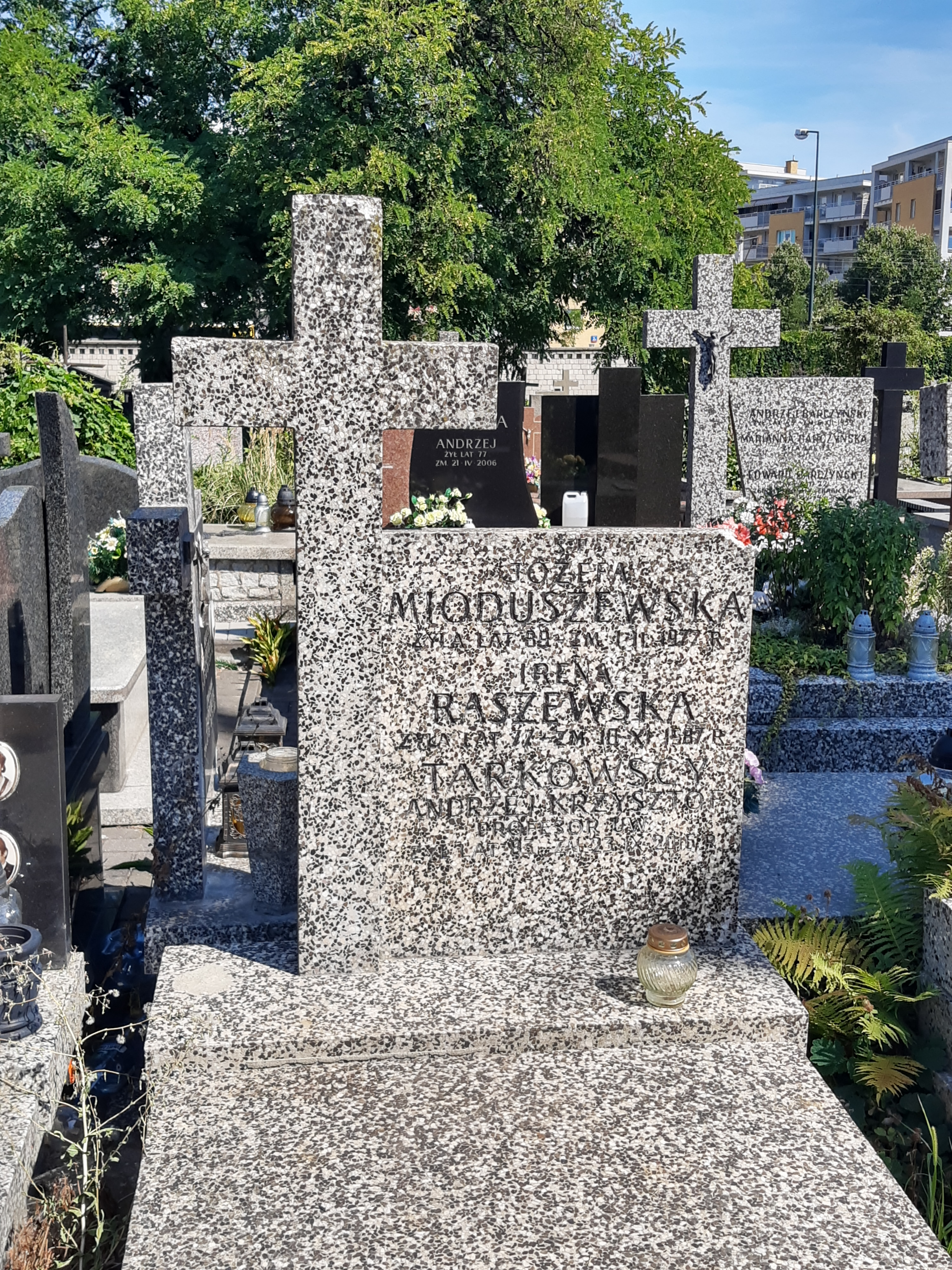
Grób prof. Andrzeja Tarkowskiego na cmentarzu Wawrzyszewskim

Tarkowski jest twórcą szkoły naukowej embriologii doświadczalnej ssaków (jego uczniowie pracują w ośrodkach naukowych w kraju i na świecie, m.in. Rennes, Cambridge, Toronto). Udowodnił, że dwukomórkowe zarodki myszy można mechanicznie rozdzielić, wszczepić do macicy i uzyskać normalne płodne osobniki; pobudził za pomocą bodźca elektrycznego komórkę jajową do rozwoju partenogenetycznego; opracował metody umożliwiające łączenie i uzyskanie zarodków aneuploidalnych (tetraploidalnych) i mozaikowych. Wyniki badań Tarkowskiego były publikowane w Nature i innych renomowanych czasopismach światowych. Dzięki ciągłości publikacji powstały teoretyczne i praktyczne podstawy pod osiągnięcia biologii i medycyny XX wieku (zapłodnienie in vitro, klonowanie i odkrycie komórek macierzystych).
Współpracował z ośrodkami naukowymi na świecie. Był stypendystą Fundacji Rockefellera w Zakładzie Zoologii Uniwersytetu Północnej Walii, profesorem wizytującym w: University of Oxford, Rockefeller University of New York, University of Adelaide, Institut Jacques Monod (CNRS) i Université de Paris XII.
Był członkiem takich gremiów naukowych, jak: Centralna Komisja Kwalifikacyjna, Rada Główna Nauki i Szkolnictwa Wyższego, Zespół Nauk Biologicznych, Nauk o Ziemi i Ochrony Środowiska Komitetu Badań Naukowych, Fundacja na Rzecz Nauki Polskiej. Wchodził w skład komitetów redakcyjnych krajowych i międzynarodowych czasopism naukowych, w tym Journal of Embryology and Experimental Morphology, Reproduction i Development.
Był członkiem rzeczywistym Polskiej Akademii Nauk, członkiem czynnym Polskiej Akademii Umiejętności i członkiem zagranicznym Francuskiej Akademii Nauk, Amerykańskiej Akademii Nauk oraz Academia Europea. Zasiadał w Komitecie Bioetyki PAN.
Uroczystości pogrzebowe miały miejsce 30 września 2016 roku na cmentarzu Wawrzyszewskim w Warszawie.

## Odznaczenia, nagrody i wyróżnienia
Postanowieniem z 18 kwietnia 2012 został przez prezydenta Bronisława Komorowskiego odznaczony Krzyżem Komandorskim z Gwiazdą Orderu Odrodzenia Polski.
- Nagroda Fundacji Nauki i Techniki Japonii – „Nagrodą Japońską” (często nazywana japońskim Noblem, Tarkowski jest jedynym polskim laureatem, otrzymał ją za swoje badania w 2002 roku)
- Nagroda im. Alberta Bracheta Belgijskiej Akademii Królewskiej
- Polska Nagroda Państwowa I stopnia
- Nagroda Fundacji im. Alfreda Jurzykowskiego (USA)
- Nagroda International Embryo Transfer Society
- Nagroda Fundacji na rzecz Nauki Polskiej (2013)[8]

W 2000 roku Tarkowski uzyskał tytuły doktora honoris causa Uniwersytetu Jagiellońskiego, a w 2005 – Uniwersytetu Medycznego w Łodzi.

## Inne zainteresowania
Poza pracą zawodową zajmował się fotografią. Swoje prace prezentował na wystawach: „Impresje botaniczne”, „Drzewo i drewno”, „Ziemia, po której stąpamy”.